# Sporica
Sporica (mađ. Szaporca) je pogranično selo u južnoj Mađarskoj.
Zauzima površinu od 9,65 km četvornih.

## Zemljopisni položaj
Nalazi se na 45° 48' 49" sjeverne zemljopisne širine i 18° 6' 16" istočne zemljopisne dužine, 2 km sjeveroistočno od Drave i granice s Republikom Hrvatskom. Najbliže naselje u RH je Donji Miholjac, 5 km jugoistočno. 
Sporica se nalazi sjeverno od Fekete-víza, 4 km istočno-jugoistočno od Adorjása i Idvika, 2 km jugozapadno od Drávacsepelya. Kémes je neposredni susjed koji se nastavlja prema jugu i jugoistoku. Cún je 2 km zapadno, Drávapiski su 1,5 km sjeverozapadno, Tišna je 200 m istočno.

## Upravna organizacija
Upravno pripada Šikloškoj mikroregiji u Baranjskoj županiji. Poštanski broj je 7843. 
1977. je Sporica bila upravno pripojena Kémesu. Upravnom reorganizacijom 1993. je opet osamostaljena.

## Povijest
Prvi put se spominje u doba Arpadovića u dokumentima iz 1117. pod imenom Supurkan.
Život u Sporici kroz povijest bio je usko povezan s rijekom Dravom zbog prirodnih uvjeta; držao je selo na životu u ratnim vremenima kad su se seljaci krili u dravskim tršćacima.
Sporica je pretrpjela velike štete u Drugom svjetskom ratu, osobito protestantska crkva iz 1883. za vrijeme borbe njemačkih i bugarskih snaga.

## Gospodarstvo
Sporica se nalazi u susjedstvu nacionalnog parka Dunav – Drava, na pravcu Cun – Sporica.

## Promet
1 km sjeverno od Sporice prolazi kroz susjedni Kémes željeznička pruga Barča – Viljan, u kojem se nalazi i najbliža željeznička postaja.

## Stanovništvo
Sporica ima 267 stanovnika (2001.). Mađari su većina. Roma je oko 5%. Rimokatolika je 47%, kalvinista je 35%, grkokatolika je iznad 2%, a 11% se nije željelo izjasniti.

## Vanjske poveznice
- Sporica na fallingrain.com